# Asota fergussonis
Asota fergussonis là một loài bướm đêm trong họ Erebidae.